# António José de Castro Silva
António José de Castro Silva (24 de abril de 1788 - 23 de outubro de 1878), primeiro e único visconde de Vale da Piedade por decreto de 11 de setembro de 1855 do rei Pedro V, foi um abastado proprietário português do século XIX. Era filho de José de Castro Silva e Josefa Teresa de Castro Silva. Serviu no conselho da rainha Maria II e dos reis Pedro V e Luís I e como tenente-coronel do extinto Batalhão Nacional de Caçadores de Vila Nova de Gaia. Era comendador da Ordem de Cristo e Ordem Militar de Nossa Senhora da Conceição de Vila Viçosa e proprietário da Quinta de Santo António de Vale de Piedade, situada na margem esquerda do rio Douro, em frente à cidade do Porto.